# 新芳春茶行
25°03′26″N 121°30′45″E / 25.057084°N 121.512516°E
新芳春茶行，是位於臺灣台北市大同區大稻埕的產業與宅第建築，在不再經營後，原先建商計畫拆除改建大廈，受文資團體要求列市定古蹟，後臺北市政府以讓建商容積移轉方式達成部分保存、修復。

## 歷史

### 成立
日治時期，來自福建省泉州府安溪縣堯陽村的茶商王芳群在大稻埕成立新芳春茶行，向文山、南港茶農收購包種茶葉精製，銷往泰國而致富。王芳群過世後，由兒子王連河繼承製作包種茶。
1934年，王連河在今址民生西路303、305、307、309號建立茶行、倉庫、住宅、烘焙工廠等空間機能合一的建物。

### 建築

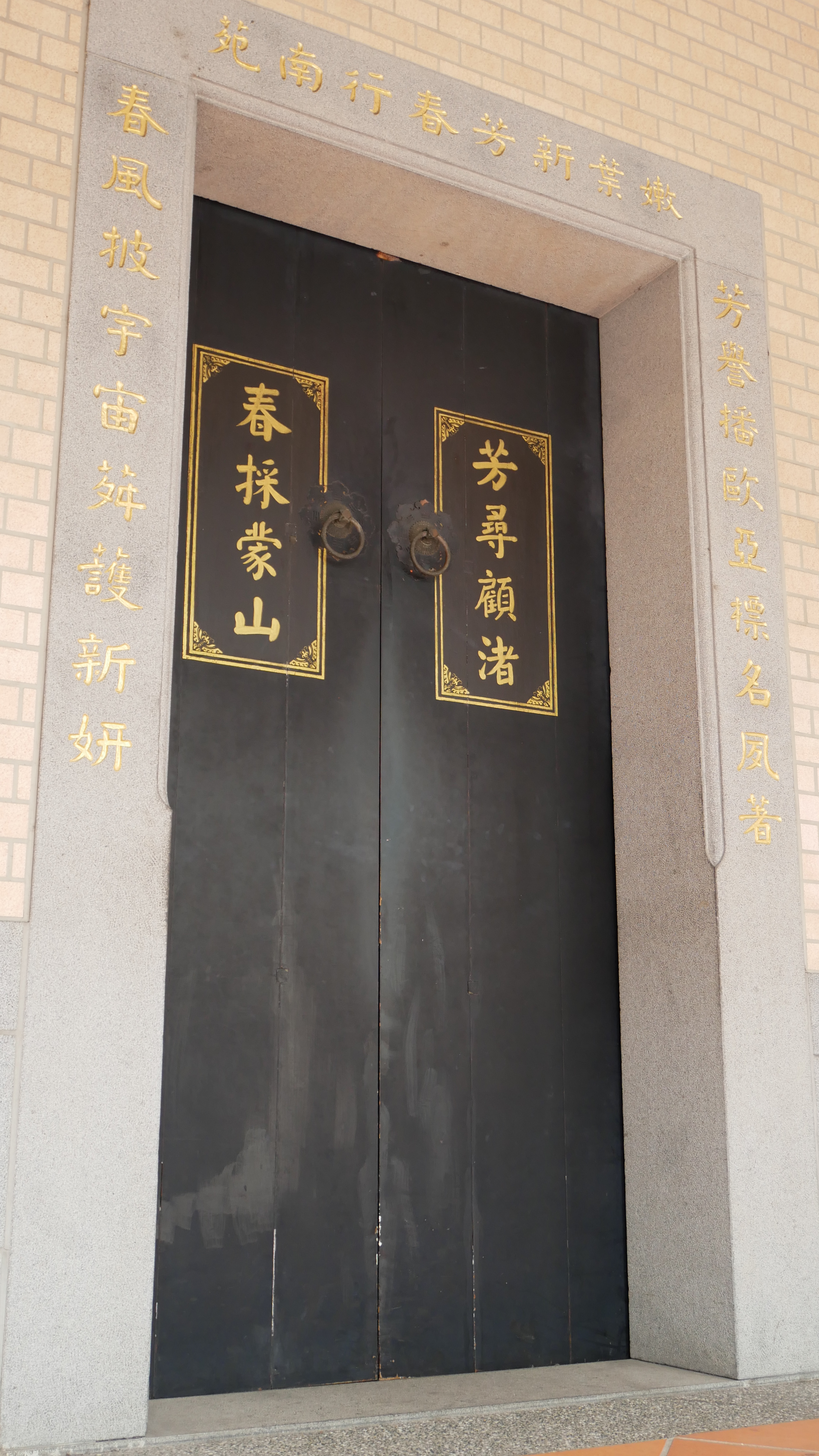
入口

建築為結合傳統閩南式長條屋的連續三崁式街屋，外觀呈現1930年代大稻埕華洋混合的現代建築特色，磚材以TR磚居多，正立面泥塑為大稻埕匠師郭三川作品，窗採用重錘窗。大門對聯「芳尋顧渚」「春採蒙山」，意味商店追求品質以中國茶葉產地顧渚山、蒙頂山為目標。店屋使用形式如其他大稻埕的商行，一樓店面經商且後方作工廠，二樓為辦公與會客廳，三樓作神明廳與起居空間。
來客自一樓正廳經過茶行、帳房、穿心廊，來到日月天井，便能見到一大面紅磚牆。磚牆的陶製排水管如竹節，總段數為單數，以求「節節高昇」寓意。接著空間是焙茶作業的焙籠坑，曾經布滿一百個坑穴，一天時都在高溫烘焙。往二樓的牆面有意涵長壽、吉祥的龜甲形六角磚。扶手則為檜木製，有茶葉一心三葉的鏤空裝飾。二樓為製茶女工揀茶的場所。三樓有神明廳與起居室、貼滿花朵壁飾的小廳和招待客人的客廳。
1960年代後，受進口茶葉競爭，大稻埕許多茶商紛紛轉業，王家新芳春茶行逐漸收起事業。後來，新芳春茶行部分空間租給其他商家，內部設計也遭更改。新芳春茶行第三代王國忠表示，房子的製茶區天花板坍塌、樑柱斷裂，水管破裂漏水等問題，盼能促成改建。昔日製茶用的第三進遭雜草掩埋，原本木門被拆掉換成鐵捲門，原樣貌不復見。

### 保存

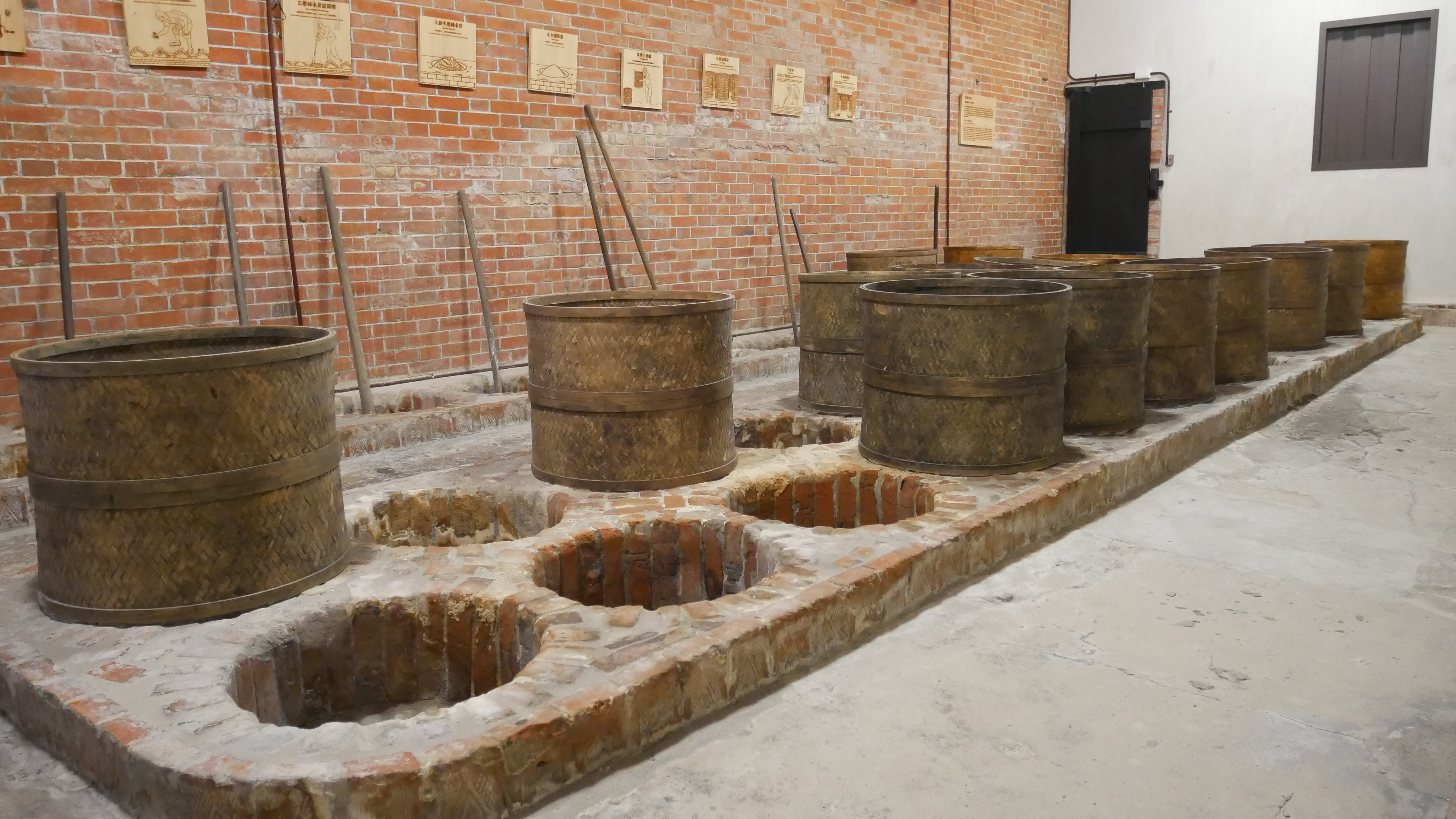
焙籠間

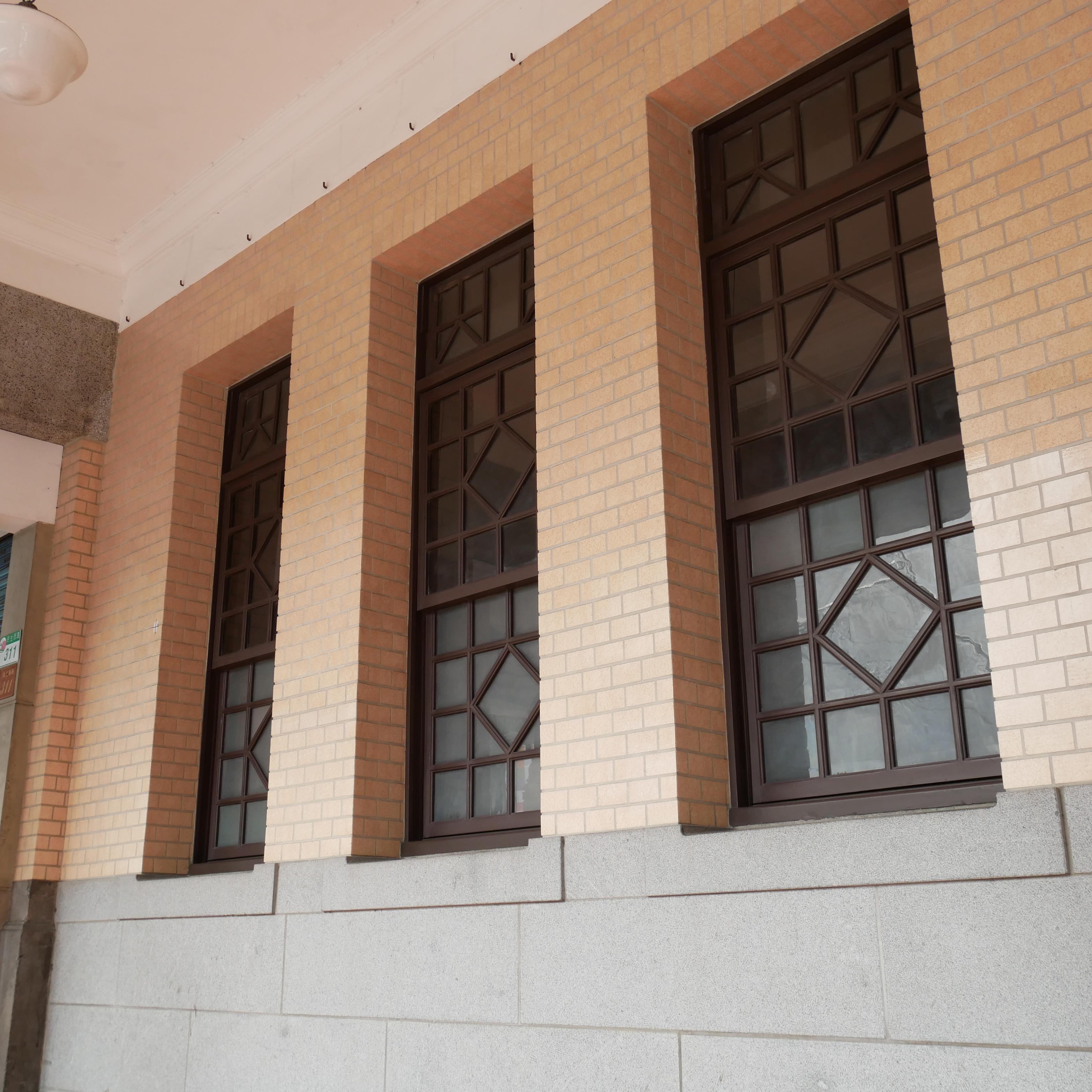
騎樓外牆

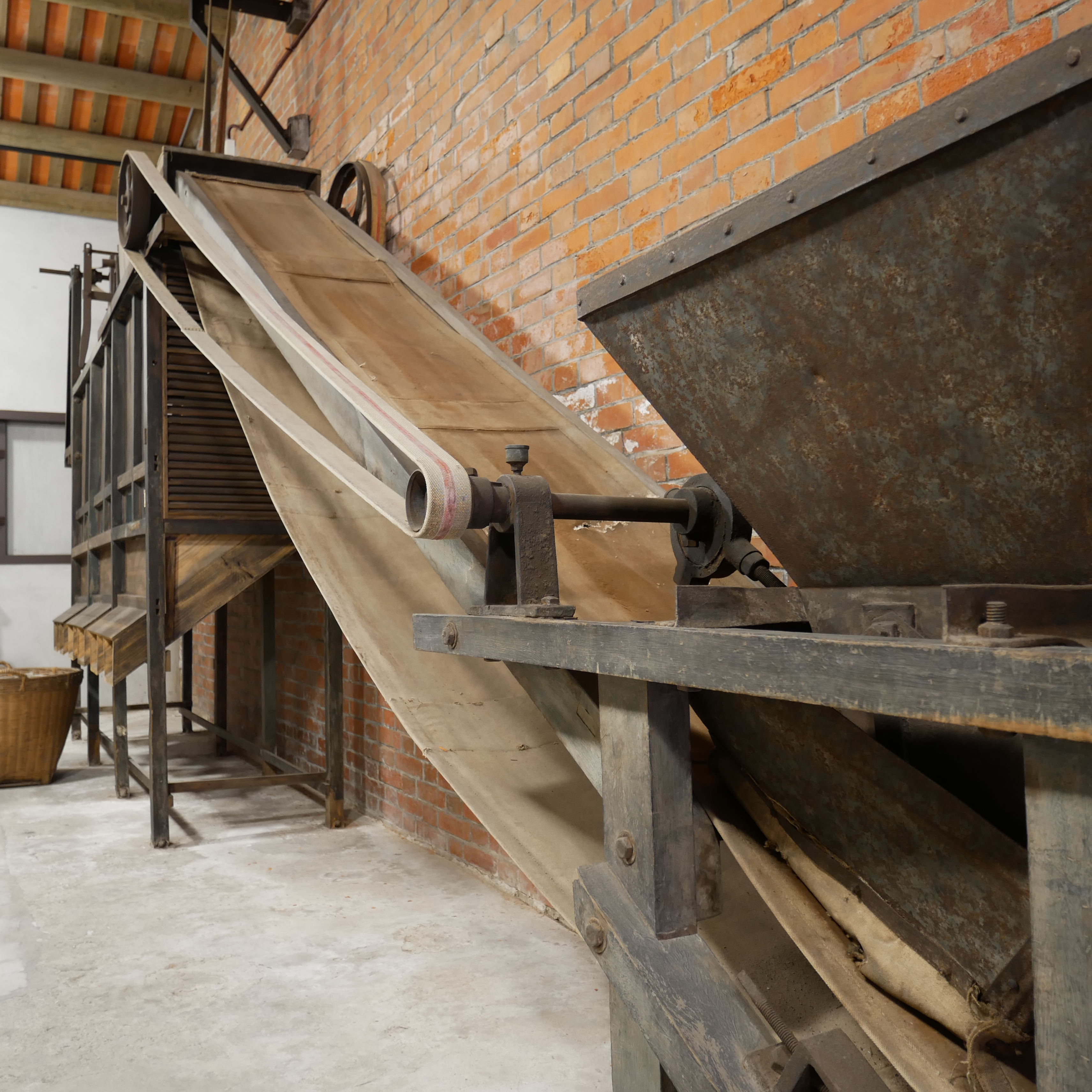
風選機

2000年代初期，新芳春茶行的所有權人計畫連同隔鄰房屋改建，受文史工作者呼籲保存。2005年3月8日，台北市政府市政會議通過將新芳春茶行、草山行館登錄為臺北市歷史建築。5月26日，臺北市都市設計及土地管制審議委員會開會討論新芳春茶行改建案，本身兼任臺北市古蹟審查委員會委員的台灣歷史資源經理學會秘書長丘如華表示，迪化街有許多條件比新芳春差的建築都已列為臺北市歷史建築，若新芳春拆掉，迪化街的歷史建築也可比照申請拆除重建，事態嚴重，因此最後再協商出各方都能同意的辦法。8月31日，臺北市政府文化局會同都審和古蹟委員聯席會勘新芳春茶行，做出希望能多保留建築歷史空間的決議。次月9日，臺北市都市設計及土地管制審議委員會與臺北市古蹟審查委員會聯合會勘新芳春茶行，仍不願同意所有權人拆除，希望能保留大部分建物。
臺北市文化資產審議委員會於2009年6月通過將新芳春茶行全棟建築列為市定古蹟後，9月臺北市政府市政會議通過此案。為鼓勵民間保存古蹟，《文化資產保存法》第三十六條之一規定，私有產權古蹟土地容積移入商業建築地以作獎助金。像是新芳春茶行所在屬於商業區，法定建蔽率為六十五％，容積獎勵達為五百六十％。興富發建設先在2010年10月向新芳春茶行以新台幣八千三百三十七萬元購買一百二十四點四一坪容積，再於2011年9月30日以新台幣九千四百九十四萬元將容積賣給潤隆建設，因不在奢侈稅課徵範圍，差價獲利新台幣一千多萬元。
興富發經臺北市政府都市計畫變更程序要求，保留新芳春茶行的309號，改建多次的303、305、307號則拆除，以新建每坪開價新台幣八十八萬元、一戶售價約三千三百萬元到四千七百萬元的十七層樓大廈。興富發請來專業修復團隊，憑舊日照片、地方耆老與王家口述以四年時間修復，以水刀與隔鄰舊建物切割，並運用托基工程將上百支微型樁打到八公尺的地底灌漿加固地基。309號占地約兩百坪，2015年底修復後出借提供葉天倫執導的《紫色大稻埕》劇組拍攝。
2015年12月18日舉行古蹟修復工程落成典禮時，市長柯文哲揭牌。修改後，內部規劃成茶業歷史展示，次年9月20日開放民眾參觀，由副市長陳景峻代表市府致謝原屋主王國忠。原有約三千件文物，由工地主任林志陽全數整理列冊。2018年底，由台灣文創發展基金會取得此OT案營運權，五個月時間投入自籌款三百萬元、補助款五百萬元、修繕作為茶葉故事館，2019年5月31日開幕。

## 外部鏈結
- 官方网站
- 新芳春茶行的Facebook專頁